# Канта
Канта̀ е град — община в североизточната част на бразилския щат Рорайма. Общината е част от икономико-статистическия микрорегион Североизточна Рорайма, мезорегион Северна Рорайма. Населението на Канта към 2010 г. е 13 778 души, а територията е 7664.797 km2.

## История
Общината е основана по силата на закон № 009, от 17 октомври 1995 г., след като се отделя от Бонфим и Каракараи.

## География
По данни от преброяването от 2010 г., населението на общината възлиза на 13 778 души, живеещи на територия от 7664.797 km2 (1,8 д/km²). Територията съставлява 3,41% от общата площ на щата, а индианските общности възлизат на 5,40% от населението на Канта. Граничи на север с общините Боа Виста и Бонфим, на юг с Каракараи, на изток с Бонфим и на запад с Боа Виста, Мукажаи и Ирасема.
Климат
Климатът на общината е топъл полу-влажен. Има период от 5 до 6 месеца в годината с ниски нива на валежи и два ясно разграничени сезона: лято, или сух период, горе-долу от октомври до март; и зима, или влажен период, от април до септември.
Средната годишна температура е 27,5 °C, а валежите регистрират стойности от 1.750 до 2.000 mm.
Релеф и води
Релефът е предимно равнинен, или 70% от територията; изолирани възвишения — 10%, а останалите 20% — хълмист релеф.
По-важни реки, които протичат през общината са Бранку, Китауау̀ и Барауна.

## Туристически атракции
- Сера Гранди (прев. Голямата планина), отлично място за практикуване на екстремни спортове, алпинизъм и др. Има и водопади, които през влажния период са особено силни и са познати като „булчински воал“.
- Градът е познат и като столицата на ананаса. Реколтата се отбелязва с празника на ананаса, който по традиция винаги се провежда през декември.